# White Bear Lake
White Bear Lake ist eine Stadt (mit dem Status „City“) im Ramsey County und zu einem kleinen Teil im Washington County im US-amerikanischen Bundesstaat Minnesota. Das U.S. Census Bureau hat bei der Volkszählung 2020 eine Einwohnerzahl von 24.486 ermittelt.
White Bear Lake ist Bestandteil der Metropolregion Minneapolis–Saint Paul.

## Geografie
White Bear Lake liegt im nordöstlichen Vorortbereich von Saint Paul auf 45°05′05″ nördlicher Breite und 93°00′36″ westlicher Länge und erstreckt sich über 21,19 km². Der Ort liegt am gleichnamigen See.
Benachbarte Orte von White Bear Lake sind Dellwood (4,7 km nordöstlich), Birchwood Village (an der östlichen Stadtgrenze), North St. Paul (11,9 km südlich), Little Canada (10,2 km südwestlich), Gem Lake (an der westlichen Stadtgrenze) und North Oaks (an der nordwestlichen Stadtgrenze).
Die Innenstadt von Saint Paul liegt 17,3 km südwestlich von White Bear Lake; das Zentrum von Minneapolis liegt 28,7 km in westsüdwestlicher Richtung.

## Verkehr
Die südliche Stadtgrenze wird von der Interstate 694 gebildet, einer Umgehungsstraße der Interstate 94. Durch den Westen der Stadt verläuft der östliche Zweig der Interstate 35, die die schnellste Verbindung von Saint Paul nach Duluth nahe der Grenze zu Kanada bildet. Der U.S. Highway 61 führt als Hauptstraße durch das Stadtzentrum. Am östlichen Stadtrand befindet sich der nördliche Endpunkt der Minnesota State Route 120. Im Nordosten befindet sich an der Einmündung in den U.S. Highway 61 der westliche Endpunkt der Minnesota State Route 96.
In White Bear Lake treffen mehrere Eisenbahnlinien der Soo Line Railroad und der Canadian National Railway zusammen.
Der nächstgelegene Flughafen ist der 33,1 km südwestlich gelegene Minneapolis-Saint Paul International Airport.

## Demografische Daten
Nach der Volkszählung im Jahr 2010 lebten in White Bear Lake 23.797 Menschen in 9945 Haushalten. Die Bevölkerungsdichte betrug 1223 Einwohner pro Quadratkilometer. In den 9945 Haushalten lebten statistisch je 2,35 Personen.
Ethnisch betrachtet setzte sich die Bevölkerung zusammen aus 90,1 Prozent Weißen, 2,5 Prozent Afroamerikanern, 0,4 Prozent amerikanischen Ureinwohnern, 3,5 Prozent Asiaten sowie 0,9 Prozent aus anderen ethnischen Gruppen; 2,5 Prozent stammten von zwei oder mehr Ethnien ab. Unabhängig von der ethnischen Zugehörigkeit waren 3,3 Prozent der Bevölkerung spanischer oder lateinamerikanischer Abstammung.
21,7 Prozent der Bevölkerung waren unter 18 Jahre alt, 61,5 Prozent waren zwischen 18 und 64 und 16,8 Prozent waren 65 Jahre oder älter. 51,7 Prozent der Bevölkerung war weiblich.

Das mittlere jährliche Einkommen eines Haushalts lag bei 56.836 USD. Das Pro-Kopf-Einkommen betrug 31.377 USD. 6,8 Prozent der Einwohner lebten unterhalb der Armutsgrenze.

## Bekannte Bewohner
- Tony Benshoof (geb. 1975) – Rennrodler – lebt in White Bear Lake
- Ryan Carter (geb. 1983) – Eishockeyspieler – geboren in White Bear Lake
- Moose Goheen (1894–1979) – Eishockeyspieler – geboren in White Bear Lake
- Jeff Parker (1964–2017) – Eishockeyspieler – geboren in White Bear Lake
- Elwyn Romnes (1909–1984) – Eishockeyspieler – geboren in White Bear Lake
- David Tanabe (geb. 1980) – Eishockeyspieler – geboren in White Bear Lake